# Magán
|  | Aquest article tracta sobre el municipi castellanomanxec. Vegeu-ne altres significats a «Magán (desambiguació)». |

Magán és un municipi de la província de Toledo, a la comunitat autònoma de Castella la Manxa. Limita amb Cabañas de la Sagra, Villaluenga de la Sagra, Villaseca de la Sagra, Mocejón i Olías del Rey.

## Demografia
| 1996  | 1998  | 1999  | 2000  | 2001  | 2002  | 2003  | 2004  | 2005  | 2006  |
| ----- | ----- | ----- | ----- | ----- | ----- | ----- | ----- | ----- | ----- |
| 1.081 | 1.122 | 1.127 | 1.137 | 1.163 | 1.227 | 1.317 | 1.500 | 1.662 | 1.989 |

## Administració
| Període      | Nom de l'alcalde/-essa | Partit polític | Data de possessió |
| ------------ | ---------------------- | -------------- | ----------------- |
| 1979 - 1983  | Luis Ordi Martín       | UCD            | 19/04/1979        |
| 1983 - 1987  | Luis Ordi Martín       | AP/PDP/UL      | 28/05/1983        |
| 1987 - 1991  | Luis Ordi Martín       | PP             | 30/06/1987        |
| 1991 - 1995  | Jesús Aranda Muñoz     | PP             | 15/06/1991        |
| 1995 - 1999  | Jesús Aranda Muñoz     | PP             | 17/06/1995        |
| 1999 - 2003  | Jesús Aranda Muñoz     | PP             | 03/07/1999        |
| 2003 - 2007  | Jesús Aranda Muñoz     | PP             | 14/06/2003        |
| 2007 - 2011  | Jesús Aranda Muñoz     | PP             | 16/06/2007        |
| 2011 - 2015  | n/d                    | n/d            | 11/06/2011        |
| 2015 - 2019  | n/d                    | n/d            | 13/06/2015        |
| 2019 - 2023  | n/d                    | n/d            | 15/06/2019        |
| Des del 2023 | n/d                    | n/d            | 17/06/2023        |